# Katghar Lalganj
Katghar Lalganj es una pueblo y nagar Panchayat situado en el distrito de Azamgarh en el estado de Uttar Pradesh (India). Su población es de 13467 habitantes (2011). 

## Demografía
Según el  censo de 2001 la población de Katghar Lalganj era de 11810 habitantes, de los cuales el 51% eran hombres y el 49% eran mujeres. Katghar Lalganj tiene una tasa media de alfabetización del 59%, inferior a la media nacional del 59,5%: la alfabetización masculina es del 66%, y la alfabetización femenina del 51%.